# Servi Maure Honorat

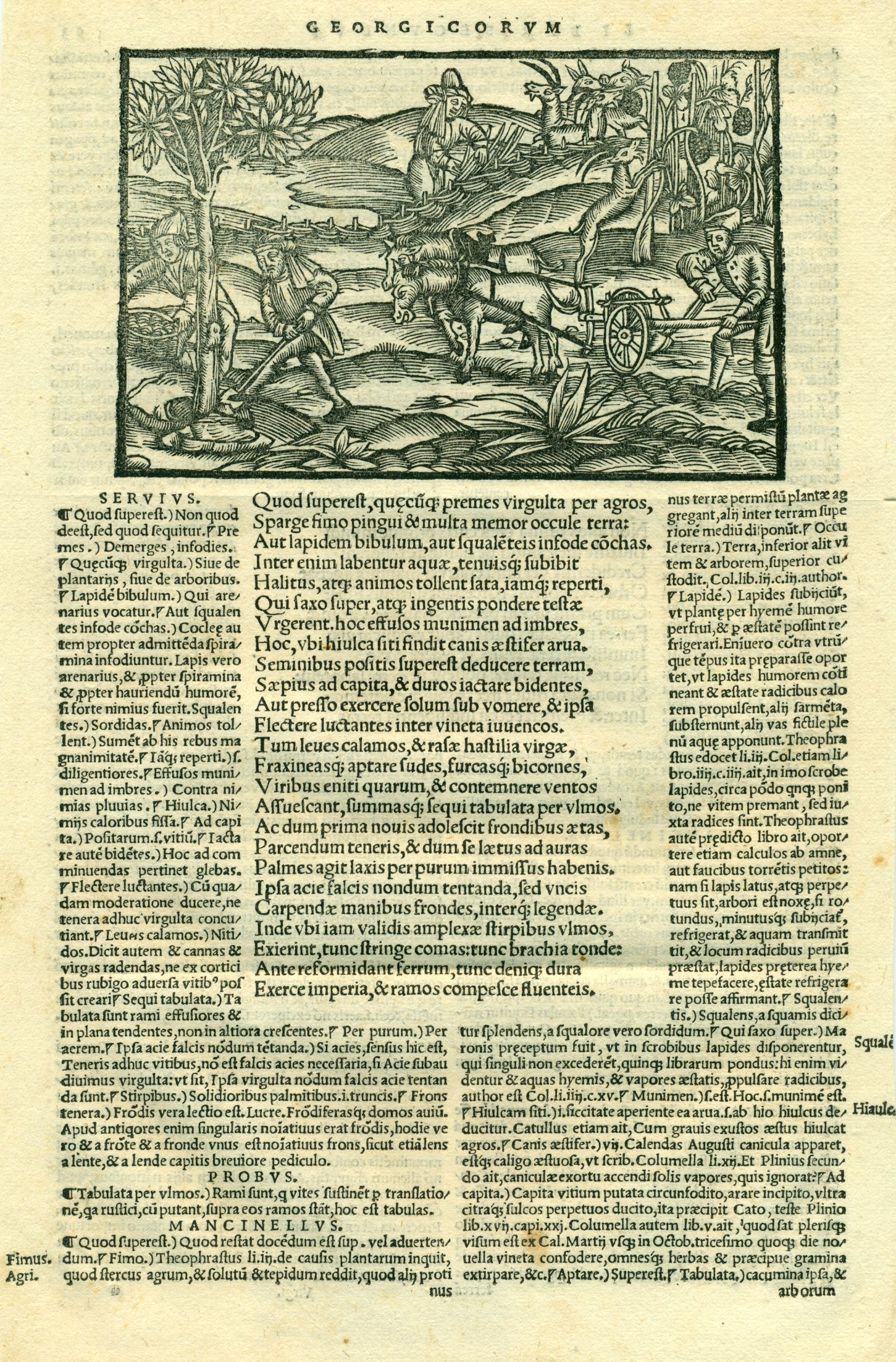
Edició del amb el text de Virgili i els comentaris de Servius a la part esquerra.

Servi Maure Honorat (en llatí Servius Maurus Honoratus) o Servi Mari Honorat (Servius Marius Honoratus) va ser un cèlebre gramàtic llatí contemporani de Macrobi, conegut principalment com a Servi (Servius, que era un nom romà força comú, algunes vegades usat també com a cognom). És mencionat sovint a l'obra de Macrobi Saturnaliorum Conviviorum on se'l descriu com a modest i amable. Va escriure un comentari sobre Virgili que va rebre molts afegits al llarg del temps, de manera que no se sap quina part va ser escrita per ell.
Altres obres seves eren:
- In secundam Donati Editionem Interpretatio
- De Ratione ultimarum Syllabarum ad Aquilinum Liber
- Ars de centum Metris s. Centimetrum

## Comentaris a Virgili
El títol complet és: "In tria Virgilii Opera Expositio" (Exposició sobre tres obres de Virgili).
Aquesta obra ha arribat als nostres dies a través de dos tipus de manuscrits diferents. El primer grup és un estudi comparatiu amb comentaris. El segon tipus de manuscrits procedeixen del segle X i XI, inclouen el mateix text però amb comentaris més extensos. A diferència del primer, cap d'aquestes còpies porta la signatura de  Servius. Els comentaris afegits no existents en la primera versió són tan antics com el primer i es basen en comparacions amb textos avui dia desapareguts. Tot i ser comentaris d'autor desconegut, es coneixen amb el nom de comentaris de Servius Danielis, o de Pierre Daniel, nom de l'editor responsable de la primera d'aquestes còpies l'any 1600. Actualment es rebutja la teoria que l'autor sigui Aelius Donatus, però si sembla molt probable que es tracti d'un autor cristià. Encara hi ha un tercer tipus de manuscrits bastant posteriors, la majoria fets a Itàlia, que porten comentaris escrits al marge, cosa que demostra que durant molts anys l'obra va perviure com a objecte d'estudi.
El Virgilii Opera Expositio va ser la darrera obra que es va escriure abans que es col·lapsés l'Imperi Romà d'Occident. Servi va ser el darrer gramàtic pagà de finals del segle iv, perquè de l'educació cristiana dels segles iv i v no en va sorgir cap gramàtic. El llibre està basat, en part, en obres d'altres autors que en el seu temps ja comentaven a Virgili. Obres que no es coneixerien avui dia si no fos pels fragments que apareixen recollits per Servi en aquest llibre. Pel que fa a la interpretació gramatical, Servi segueix les formes estrictes del seu temps, mentre que les etimologies emprades violen les modernes lleis de la fonètica, preferint centrar-se en un ús més propi i creatiu.
Servi va plantar cara als mètodes d'exposició de moda al seu temps que empraven al·legories. Per als historiadors i filòlegs el valor del seu treball rau en el testimoni que suposa per a l'estudi dels costums, la religió i el llenguatge de l'antiga civilització romana, que de no ser per aquest autor, ens seria desconeguda. Per exemple, les cites que fa de Varró han sobreviscut gràcies a aquest llibre.
El 1471 es va publicar una còpia feta per Bernardo Cennini (1414 - 1498), famós per ser el primer manuscrit imprès a Florència.

## Altres obres
Servi també va escriure un llibre de comentaris a la gramàtica d'Aelius Donatus, titulat Ars grammatica.
Un tractat sobre l'acabament de versos tenint en compte la mètrica, titulat De finalibus
Un tractat sobre els diferents tipus de mètrica poètica: De centum metris.